# Keresztút (Ossian)
A Keresztút album az Ossian zenekar 1994-ben megjelent hetedik nagylemeze, és egyben a Paksi-Maróthy korszak utolsó albuma. Visszafogott, de igényes hard rock album erős dalszövegekkel. Érdekesség, hogy a lemezre felkerült a Faludy György fordításában ismertté vált Villon-vers, a Ballada a Senki Fiáról megzenésítése is.

## Dalok
1. A magam útját járom – 4:23
2. A Pénz dala – 3:39
3. Mikor eltalál téged – 4:20
4. Árnyék-ember – 4:44
5. Ballada a Senki Fiáról – 3:15
6. Mire megvirrad – 3:54
7. Éjszaka – 4:35
8. Fekete ünnep – 3:23
9. Ragyogás (instrumentális) – 2:55
10. Sodor a szél – 4:10

## Zenekar
- Paksi Endre – ének
- Maróthy Zoltán – gitár, ének
- Vörös Gábor – basszusgitár
- Tobola Csaba – dobok

## Külső hivatkozások
- Az Ossian együttes hivatalos honlapja